# Straßenradsport-Weltmeisterschaften

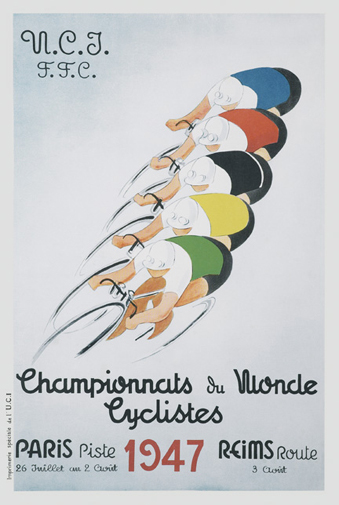
Plakat der Weltmeisterschaften 1947

Die Straßenradsport-Weltmeisterschaften werden vom Radsport-Weltverband UCI seit 1921 jährlich an wechselnden Orten ausgetragen.

## Geschichte
Erstmals wurde eine Weltmeisterschaft im Straßenrennen 1921 in Kopenhagen ausgetragen, und zwar als Rennen für Amateure im Rahmen der damals bereits etablierten Weltmeisterschaften auf der Bahn. Womöglich als Reaktion darauf wurde 1922 durch Privat-Initiative der Grand Prix Wolber in Frankreich etabliert, zu dem die besten Profi-Fahrer aus Italien, Frankreich, Belgien und der Schweiz geladen wurden, und der als Vorläufer der Straßen-Weltmeisterschaften für Profis galt. Eine offizielle Weltmeisterschaft für professionelle Fahrer wurde erstmals 1927 am Nürburgring ausgetragen.
Von 1939 bis 1945 fanden aufgrund des Zweiten Weltkriegs keine Wettkämpfe statt, ansonsten wurden die Weltmeisterschaften bislang jedes Jahr abgehalten. Im Corona-Jahr 2020 gab es verkürzte Meisterschaften ohne Beteiligung der jüngeren Altersklassen. Die Straßen-WM fand lange Zeit in enger Verbindung mit der Bahn-WM statt, erst seit 1995 gehen die beiden Disziplinen getrennte Wege. Mit den Radsport-Weltmeisterschaften 2023 in Glasgow fanden erstmals wieder gemeinsame Wettkämpfe der unterschiedlichen Radsport-Disziplinen statt, was sich in der Zukunft alle vier Jahre wiederholen soll.
Die Straßen-WM hat sich im Laufe der Zeit zur wichtigsten Veranstaltung des Radsport-Weltverbands entwickelt und ist üblicherweise Schauplatz des jährlichen UCI-Kongresses. Bis einschließlich 1994 wurde die WM Ende August ausgetragen, wenige Wochen nach der Tour de France. Seitdem finden die Rennen Ende September oder Anfang Oktober statt.

### Internationale Beteiligung
Die Wettkämpfe waren lange Zeit eine vornehmlich europäische Angelegenheit. Häufigste Teilnehmer sind die Mannschaften Belgiens, Frankreichs, Italiens und der Schweiz, die sich seit 1927 jeder einzelnen Austragung stellten; bis auf 1928 gilt dies auch für die Niederlande. Die Mannschaft des Bundes Deutscher Radfahrer war in den Anfangszeiten regelmäßig und seit 1952 in jedem Jahr beteiligt, auch Luxemburg und Österreich zählen zu den etablierten Nationen. Liechtenstein hat sporadisch einzelne Athleten entsandt, erstmals 1952. Der Deutsche Radsport-Verband der DDR nahm während seines Bestehens an den Wettbewerben für Amateure, Frauen und Junioren teil, und nur 1990 an denen der Profis. Auch der Saarländische Radfahrer-Bund beteiligte sich während seiner Mitgliedschaft in der UCI (1951–1956) an der Weltmeisterschaft.
Vor den 1970er Jahren nahm Australien als einzige außer-europäische Nation regelmäßig an der WM teil und gewann 1950 bei den Amateuren die erste Goldmedaille. Bei den Profis ging der Titel 1983 mit Greg LeMond erstmals nicht an einen Europäer. Um die Internationalisierung des Radsports zu fördern, führte die UCI zwischen 1997 und 2007 so genannte B-Weltmeisterschaften ein, an denen Sportlerinnen und Sportler aus Ländern teilnahmen, in denen sich das Leistungsniveau des Radsports noch in der Entwicklung befand; seitdem setzt der Weltverband zu demselben Zweck vermehrt auf die Ausrichtung kontinentaler Meisterschaften. Mit Stand 2022 waren inzwischen über 140 Nationen bei mindestens einer WM vertreten. Die ersten Ausrichtungen außerhalb Europas gab es 1968 in Montevideo (nur Amateur-Rennen) und 1974 im kanadischen Montréal. 2025 sollen die Weltmeisterschaften erstmals in Afrika austragen werden, und zwar in Kigali. All dies änderte bislang jedoch nicht, dass der Löwenanteil der Austragungsorte und Medaillengewinner weiterhin aus Europa kommt.

### Kategorien
Auch in anderer Hinsicht erweiterte sich der Teilnehmerkreis im Laufe der Zeit: 1958 wurde erstmals eine Weltmeisterin bei den Frauen gekürt, später nach und nach Wettbewerbe für die Altersklassen der Junioren (1975), Juniorinnen (1987), Männer U23 (1996) und Frauen U23 (2022) eingeführt, wobei die Junioren-WM zeitweise getrennt organisiert wurde. Die Trennung zwischen Amateuren und Profis wurde Mitte der 1990er Jahre durch Einführung der Einheitslizenz aufgehoben; seit 1996 finden bei Männern und Frauen einheitliche Wettkämpfe in der Kategorie Elite statt. Mannschafts-Zeitfahren werden unter mehrfach geänderten Bedingungen seit 1962 abgehalten, Einzelzeitfahren seit 1994.

### Junioren und Masters
Weltmeisterschaften für Junioren (17 und 18 Jahre alte Sportler) wurden 1975 eingeführt, zunächst als getrennte Veranstaltung. Die Junioren-Wettkämpfe waren im Laufe der Zeit entweder mit der Bahn-Weltmeisterschaft der Junioren oder mit den Straßen-Wettkämpfen für die anderen Altersklassen (Elite/U23) verbunden. Von 1975 bis 1996 und von 2005 bis 2009 war Ersteres der Fall, von 1997 bis 2004 und seit 2011 Letzteres. Lediglich 2010 war die Junioren-Straßen-WM eine gänzlich separate Veranstaltung.
Als Vorläufer einer Weltmeisterschaft für Senioren (Masters) gilt der seit 1968 ausgetragene Radweltpokal in St. Johann in Tirol. Von Seiten der UCI werden derartige Wettbewerbe seit Ende der 1990er Jahre veranstaltet, inzwischen firmieren sie als UCI Gran Fondo World Championships. Organisatorisch waren diese Wettbewerbe stets von den eigentlichen Straßen-Weltmeisterschaften getrennt.

## Trikot

Ehemalige Zeitfahr-Variante

Regenbogentrikot

Die Gewinnerinnen und Gewinner der Weltmeisterschaften bekommen bei der Siegerehrung das so genannte Regenbogentrikot verliehen. Sie haben das Recht und die Pflicht, dieses bis zu den nächsten Weltmeisterschaften während aller Rennen der von ihnen gewonnenen Disziplin (Straßenrennen bzw. Einzelzeitfahren) zu tragen.
Das Regenbogentrikot ist weiß mit einem breiten Bruststreifen in den Farben Blau, Rot, Schwarz, Gelb und Grün (von oben nach unten). Das Trikot wurde 1922 eingeführt, zuvor erhielten die Sieger eine Schärpe. Von 1996 bis 2015 waren die Regenbogenstreifen in der Zeitfahr-Version durch eine stilisierte Uhr unterbrochen. Nach der folgenden Weltmeisterschaft dürfen ehemalige Weltmeisterinnen und Weltmeister diese Farben als dünne Streifen an Ärmelrand und Kragen tragen.

## Wettbewerbe

### Straßenrennen
Die Straßenrennen werden bei den Straßen-Weltmeisterschaften in allen Altersklassen (Elite, U23, Junioren) für Männer und Frauen ausgetragen. Neben den großen Landesrundfahrten (Tour, Giro und Vuelta) und den Monumenten gilt das Weltmeisterschafts-Straßenrennen bei den Männern als der prestigeträchtigste Wettbewerb des Radsports.
Der Austragungsmodus weist gegenüber den meisten Profi-Rennen einige Besonderheiten auf. Zum einen ist die Strecke nicht linear, sondern besteht aus einer zumeist anspruchsvollen Runde, die je nach Kategorie und Länge mehrmals befahren wird. In der Vergangenheit wurden für diesen Zweck des Öfteren abgeschlossene Rennstrecken verwendet, in Deutschland etwa der Nürburgring (1927, 1966, 1978) oder der Sachsenring (1960), was jedoch ab den 1980er Jahren aus der Mode kam. Seit etwa 2010 wird eine längere Strecke durch die Region zurückgelegt, bevor die Strecke den Rundkurs erreicht. Diese Modalitäten sind in der Ausschreibung für Veranstalter vorgegeben. Da Austragungsort und Charakteristik der Strecke jedes Jahr wechseln, haben die unterschiedlichsten Fahrertypen im Laufe ihrer Karriere die Chance auf die Weltmeisterschaft. Die Siegerliste der vergangenen Jahre umfasst denn auch Sprinter wie Mark Cavendish (2011), Bergfahrer wie Alejandro Valverde (2018) oder Puncheurs wie Julian Alaphilippe (2020–2021).
Zum anderen ist es für viele Fahrer die einzige Gelegenheit im Jahr, bei der sie für ihr Nationalteam antreten anstatt für ihr übliches Profiteam. Dies stellt für sie ein besonderes Ereignis dar, kann aber auch zu (echten oder vermeintlichen) Loyalitätskonflikten führen. So wurde Dietrich Thurau 1977 vorgeworfen, die Weltmeisterschaft absichtlich nicht gewonnen haben, weil sein Sponsor ihn lieber im Team-Trikot als im Regenbogentrikot habe sehen wollen. 2021 sah sich der Belgier Evenepoel Verdächtigungen ausgesetzt, er sei eher zugunsten seines französischen Teamkameraden Alaphilippe gefahren als für seinen Landsmann Van Aert. Ein Jahr zuvor hatte es wiederum in Belgien eine Debatte mit umgekehrten Vorzeichen gegeben, weil Van Aert eben keine Hilfe von seinem üblichen Teamkameraden, dem Slowenen Roglič, bekommen habe.
Eine weitere Besonderheit ergibt sich daraus, dass im Gegensatz zu Profirennen nicht alle Mannschaften gleich viele Mitglieder haben, sondern nach Weltrangliste gestaffelt (siehe Qualifikation). Um die stärksten Mannschaften nicht übermächtig werden zu lassen, ist im Gegensatz zur UCI WorldTour kein Teamfunk erlaubt. Die Fahrer können sich dadurch weniger gut absprechen und sind zudem auf Streckenposten angewiesen, um sich über die Rennsituation auf dem Laufenden zu halten.

### Einzelzeitfahren
Im Jahr 1994 wurde als zweite Disziplin das Einzelzeitfahren eingeführt, zunächst für Männer, Frauen und Junioren, sowie ab 1996 für Männer U23 und ab 1998 für Juniorinnen. Seit 2022 gibt es schließlich eine gesonderte Wertung der U23-Frauen, die ihr Rennen zusammen mit der Elite bestreiten.

### Mannschaftszeitfahren
Ab 1962 wurde eine Weltmeisterschaft für Vierer-Nationalteams im Mannschaftszeitfahren über 100 km ausgetragen, zunächst für Amateure, später auch für Junioren und schließlich die Frauen. Diese Wettbewerbe wurden 1994 eingestellt und 2012 wieder aufgenommen, aber nicht mehr mit Nationalteams, sondern mit Markenteams aus sechs Männern (ca. 50 km) bzw. Frauen (ca. 35 km). Diese Wettbewerbe wurden 2019 von einer Mixed-Staffel abgelöst, bei der wieder Nationalteams zum Einsatz kommen.

## Qualifikation
Bei den Straßen-Weltmeisterschaften treten Nationalmannschaften an. Jeder nationale Verband bekommt pro Wettbewerb eine bestimmte Anzahl von Startplätzen zugeteilt und wählt unter dieser Maßgabe seine Vertreter aus, wobei die erfolgreichsten Nationen die meisten Fahrerinnen bzw. Fahrer aufbieten dürfen. Sonderregeln gibt es für die Titelverteidiger, die amtierenden Sieger der Europameisterschaften und anderer kontinentaler Meisterschaften sowie die amtierenden Olympiasieger. Die Verteilung der übrigen Startplätze wird von Jahr zu Jahr neu festgelegt.
Für die Verteilung der Startplätze in den Straßenrennen werden normalerweise je nach Kategorie die Nationenwertungen der jeweiligen UCI-Rennserien herangezogen, und zwar die UCI WorldTour sowie der UCI Continental Circuits bei den Männern-Elite, die UCI-Weltrangliste bei den Frauen-Elite, die UCI Continental Circuits und der Rad-Nationencup der Männer U23 bei den Männern U23 sowie der Rad-Nationencup der Junioren bei den Junioren. Im Einzelzeitfahren gibt es (Stand 2022) pro Nation zwei Startplätze. Für die Mixed-Staffel gibt es keine festgelegten Kriterien, das Organisationskomitee trifft eine Auswahl unter den interessierten Verbänden.

## Austragungen
Bis einschließlich 2024 fanden die Weltmeisterschaften 97 Mal statt. Darüber hinaus stehen die Gastgeber für die Jahre 2025 bis 2030 bereits fest.
- 1921:  Kopenhagen
- 1922:  Liverpool
- 1923:  Zürich
- 1924:  Paris
- 1925:  Apeldoorn
- 1926:  Mailand
- 1927:  Nürburgring
- 1928:  Budapest
- 1929:  Zürich
- 1930:  Lüttich
- 1931:  Kopenhagen
- 1932:  Rom
- 1933:  Montlhéry
- 1934:  Leipzig
- 1935:  Floreffe
- 1936:  Bern
- 1937:  Kopenhagen
- 1938:  Valkenburg
- 1946:  Zürich
- 1947:  Reims
- 1948:  Valkenburg
- 1949:  Kopenhagen
- 1950:  Moorslede
- 1951:  Varese
- 1952:  Luxemburg
- 1953:  Lugano
- 1954:  Solingen
- 1955:  Frascati
- 1956:  Ballerup
- 1957:  Waregem
- 1958:  Reims
- 1959:  Zandvoort /  Rotheux
- 1960:  Sachsenring
- 1961:  Bern /  Douglas
- 1962:  Salò
- 1963:  Ronse
- 1964:  Sallanches
- 1965:  Lasarte
- 1966:  Nürburgring
- 1967:  Heerlen
- 1968:  Imola /  Montevideo
- 1969:  Zolder /  Brünn
- 1970:  Leicester
- 1971:  Mendrisio
- 1972:  Gap
- 1973:  Montjuïc
- 1974:  Montréal
- 1975:  Yvoir
- 1976:  Ostuni
- 1977:  San Cristóbal
- 1978:  Nürburgring
- 1979:  Valkenburg
- 1980:  Sallanches
- 1981:  Prag
- 1982:  Goodwood
- 1983:  Altenrhein
- 1984:  Barcelona
- 1985:  Giavera del Montello
- 1986:  Colorado Springs
- 1987:  Villach
- 1988:  Ronse
- 1989:  Chambéry
- 1990:  Utsunomiya
- 1991:  Stuttgart
- 1992:  Benidorm
- 1993:  Oslo
- 1994:  Sizilien
- 1995:  Duitama
- 1996:  Lugano
- 1997:  San Sebastián
- 1998:  Valkenburg
- 1999:  Venetien
- 2000:  Plouay
- 2001:  Lissabon
- 2002:  Zolder
- 2003:  Hamilton
- 2004:  Verona
- 2005:  Madrid
- 2006:  Salzburg
- 2007:  Stuttgart
- 2008:  Varese
- 2009:  Mendrisio
- 2010:  Melbourne
- 2011:  Kopenhagen
- 2012:  Limburg
- 2013:  Toskana
- 2014:  Ponferrada
- 2015:  Richmond
- 2016:  Doha
- 2017:  Bergen
- 2018:  Innsbruck
- 2019:  Yorkshire
- 2020:  Imola
- 2021:  Flandern
- 2022:  Wollongong
- 2023:  Glasgow
- 2024:  Zürich
- 2025:  Kigali
- 2026:  Montréal
- 2027:  Haute-Savoie
- 2028:  Abu Dhabi
- 2029:  Kopenhagen
- 2030:  Brüssel

Die Wettbewerbe für Junioren fanden zeitweise getrennt von denen der Elite statt, und zwar in den untenstehenden Jahren:
- 1975:  Lausanne
- 1976:  Lüttich
- 1977:  Wien
- 1978:  Washington
- 1979:  Buenos Aires
- 1980:  Mexiko-Stadt
- 1981:  Leipzig
- 1982:  Florenz
- 1983:  Whanganui
- 1984:  Beuvron
- 1985:  Stuttgart
- 1986:  Casablanca
- 1987:  Bergamo
- 1988:  Odense
- 1989:  Moskau
- 1990:  Middlesbrough
- 1991:  Colorado Springs
- 1992:  Olympia
- 1993:  Perth
- 1994:  Quito
- 1995:  San Marino /  Forlì
- 1996:  Novo mesto
- 2005:  Oberwart
- 2006:  Spa-Francorchamps
- 2007:  Aguascalientes
- 2008:  Kapstadt
- 2009:  Moskau
- 2010:  Offida

## Palmarès
Die untenstehende Grafik fasst zusammen, welche Wettbewerbe zu welchen Zeitpunkten seit 1921 ausgetragen wurden. Details über die Sieger und Medaillengewinner jeden Wettbewerbs können über den jeweiligen Verweis abgerufen werden. Die Farbe der Balken kennzeichnet das jeweilige Veranstaltungsformat. Unterbrechungen gab es von 1939 bis 1945 aufgrund des Zweiten Weltkriegs, zwischen 1972 und 1992 aufgrund der Olympischen Spiele sowie 2020 wegen der Corona-Pandemie.
Die gegenwärtigen, bei den Weltmeisterschaften 2024 ermittelten Titelträger sind wie folgt:
| Kategorie    | Wettbewerb                             | Titelträger                                                                                                  |
| ------------ | -------------------------------------- | --- |
| Männer Elite | Straßenrennen                          | Tadej Pogačar                                                                                                |
| Männer Elite | Einzelzeitfahren                       | Remco Evenepoel                                                                                              |
| Frauen Elite | Straßenrennen                          | Lotte Kopecky                                                                                                |
| Frauen Elite | Einzelzeitfahren                       | Grace Brown                                                                                                  |
| Mixed Elite  | Mannschafts-Staffel                    | \| Australien \| Michael Matthews Ben O’Connor Jay Vine \| Grace Brown Brodie Chapman Ruby Roseman-Gannon \| |
| Männer U23   | Straßenrennen                          | Niklas Behrens                                                                                               |
| Männer U23   | Einzelzeitfahren                       | Iván Romeo                                                                                                   |
| Frauen U23   | Straßenrennen                          | Puck Pieterse                                                                                                |
| Frauen U23   | Einzelzeitfahren                       | Antonia Niedermaier                                                                                          |
| Junioren     | Straßenrennen                          | Lorenzo Finn                                                                                                 |
| Junioren     | Einzelzeitfahren                       | Paul Seixas                                                                                                  |
| Juniorinnen  | Straßenrennen                          | Cat Ferguson                                                                                                 |
| Juniorinnen  | Einzelzeitfahren                       | Cat Ferguson                                                                                                 |
| Australien   | Michael Matthews Ben O’Connor Jay Vine | Grace Brown Brodie Chapman Ruby Roseman-Gannon                                                               |

## Medaillenspiegel
Unter Einzelmedaillen Elite sind die Ergebnisse der Straßenrennen und Einzelzeitfahren der Elite-Kategorie bzw. der Profis zusammengefasst. Unter Alle Altersgruppen sind auch die Resultate der Amateure, U23 und Junioren sowie der Mannschaftszeitfahren der Nationen enthalten. Die Mannschaftszeitfahren der kommerziellen Männer- und Frauenteams bleiben unberücksichtigt. Die Medaillenverteilung pro Wettbewerb steht in den Unterartikeln über die Wettbewerbe, siehe Palmarès.
Bislang konnten sich Vertreter von 46 verschiedenen Verbänden in den Medaillenrängen platzieren, davon 33 in der Elite. Im Zeitfahren der kommerziellen Mannschaften 2015 landete zudem ein Sportler von Costa Rica auf dem Podest. Zweimal kam es zu geteilten Bronzemedaillen, und zwar im Straßenrennen der Junioren 1978 sowie im Straßenrennen der Männer U23 2010.
Stand: nach den Weltmeisterschaften 2024
| Platz  | Land               | Einzelmedaillen Elite | Einzelmedaillen Elite | Einzelmedaillen Elite | Einzelmedaillen Elite | Alle Wettbewerbe | Alle Wettbewerbe | Alle Wettbewerbe | Alle Wettbewerbe |
| Platz  | Land               | Gold                  | Silber                | Bronze                | Gesamt                | Gold             | Silber           | Bronze           | Gesamt           |
| ------ | ------------------ | --------------------- | --------------------- | --------------------- | --------------------- | ---------------- | ---------------- | ---------------- | ---------------- |
| 1      | Belgien            | 37                    | 23                    | 19                    | 79                    | 52               | 45               | 44               | 141              |
| 2      | Niederlande        | 31                    | 30                    | 18                    | 79                    | 57               | 52               | 47               | 156              |
| 3      | Italien            | 27                    | 32                    | 32                    | 91                    | 95               | 79               | 78               | 252              |
| 4      | Frankreich         | 25                    | 20                    | 19                    | 64                    | 50               | 50               | 44               | 144              |
| 5      | Deutschland        | 17                    | 17                    | 20                    | 54                    | 40               | 46               | 52               | 138              |
| 6      | Vereinigte Staaten | 13                    | 12                    | 10                    | 35                    | 25               | 32               | 25               | 82               |
| 7      | Schweiz            | 11                    | 13                    | 13                    | 37                    | 23               | 29               | 28               | 80               |
| 8      | Großbritannien     | 10                    | 9                     | 8                     | 27                    | 25               | 20               | 19               | 64               |
| 9      | Spanien            | 9                     | 10                    | 16                    | 35                    | 12               | 16               | 20               | 48               |
| 10     | Australien         | 7                     | 13                    | 8                     | 28                    | 23               | 31               | 26               | 80               |
| 11     | Sowjetunion        | 3                     | 8                     | 11                    | 22                    | 20               | 31               | 22               | 73               |
| 12     | Schweden           | 3                     | 4                     | 3                     | 10                    | 9                | 8                | 12               | 29               |
| 13     | Litauen            | 3                     | 2                     | 5                     | 10                    | 6                | 3                | 7                | 16               |
| 14     | Norwegen           | 3                     | 2                     | 1                     | 6                     | 10               | 3                | 9                | 22               |
| 15     | Slowakei           | 3                     | 0                     | 0                     | 3                     | 4                | 3                | 2                | 9                |
| 16     | Dänemark           | 2                     | 3                     | 6                     | 11                    | 24               | 21               | 25               | 70               |
| 17     | Belarus            | 2                     | 1                     | 1                     | 4                     | 3                | 1                | 2                | 6                |
| 18     | Russland           | 1                     | 4                     | 3                     | 8                     | 13               | 18               | 14               | 45               |
| 19     | Luxemburg          | 1                     | 2                     | 3                     | 6                     | 2                | 3                | 4                | 9                |
| 20     | Neuseeland         | 1                     | 2                     | 2                     | 5                     | 4                | 3                | 3                | 10               |
| 21     | Ukraine            | 1                     | 2                     | 1                     | 4                     | 6                | 10               | 6                | 22               |
| 22     | Irland             | 1                     | 1                     | 3                     | 5                     | 2                | 2                | 3                | 7                |
| 23     | Slowenien          | 1                     | 1                     | 2                     | 4                     | 4                | 2                | 3                | 9                |
| 24     | Polen              | 1                     | 1                     | 1                     | 3                     | 9                | 10               | 10               | 29               |
| 25     | DDR                | 1                     | 0                     | 1                     | 2                     | 14               | 4                | 7                | 25               |
| 26     | Kolumbien          | 1                     | 0                     | 1                     | 2                     | 2                | 1                | 2                | 5                |
| 27     | Portugal           | 1                     | 0                     | 0                     | 1                     | 1                | 3                | 1                | 5                |
| 28     | Lettland           | 1                     | 0                     | 0                     | 1                     | 1                | 1                | 0                | 2                |
| 29     | Kanada             | 0                     | 3                     | 4                     | 7                     | 2                | 3                | 8                | 13               |
| 30     | Österreich         | 0                     | 1                     | 2                     | 3                     | 2                | 1                | 6                | 9                |
| 31     | Ungarn             | 0                     | 1                     | 1                     | 2                     | 1                | 2                | 1                | 4                |
| 32     | Kasachstan         | 0                     | 0                     | 2                     | 2                     | 2                | 0                | 2                | 4                |
| 33     | Finnland           | 0                     | 0                     | 1                     | 1                     | 0                | 1                | 2                | 3                |
| 34     | Tschechien         | 0                     | 0                     | 0                     | 0                     | 2                | 3                | 3                | 8                |
| 35     | Usbekistan         | 0                     | 0                     | 0                     | 0                     | 1                | 0                | 0                | 1                |
| 36     | Tschechoslowakei   | 0                     | 0                     | 0                     | 0                     | 0                | 3                | 3                | 6                |
| 37     | Südafrika          | 0                     | 0                     | 0                     | 0                     | 0                | 2                | 2                | 4                |
| 38     | Brasilien          | 0                     | 0                     | 0                     | 0                     | 0                | 1                | 0                | 1                |
| 38     | Eritrea            | 0                     | 0                     | 0                     | 0                     | 0                | 1                | 0                | 1                |
| 38     | Moldau             | 0                     | 0                     | 0                     | 0                     | 0                | 1                | 0                | 1                |
| 38     | Tunesien           | 0                     | 0                     | 0                     | 0                     | 0                | 1                | 0                | 1                |
| 42     | Estland            | 0                     | 0                     | 0                     | 0                     | 0                | 0                | 2                | 2                |
| 43     | Albanien           | 0                     | 0                     | 0                     | 0                     | 0                | 0                | 1                | 1                |
| 43     | Jugoslawien        | 0                     | 0                     | 0                     | 0                     | 0                | 0                | 1                | 1                |
| 43     | Kroatien           | 0                     | 0                     | 0                     | 0                     | 0                | 0                | 1                | 1                |
| 43     | Uruguay            | 0                     | 0                     | 0                     | 0                     | 0                | 0                | 1                | 1                |
| Gesamt | Gesamt             | 217                   | 217                   | 217                   | 651                   | 546              | 546              | 548              | 1640             |

1. ↑  soweit vertreten durch den Bund Deutscher Radfahrer